# Međuopćinska nogometna liga Koprivnica – Križevci 1977./78.
Međuopćinska nogometna liga Koprivnica – Križevci je bila liga petog stupnja nogometnog prvenstva Jugoslavije u sezoni 1977./78., te je to ujedno bilo prvo izdanje ove lige. 
 
Sudjelovalo je 12 klubova, a prvak je bila "Lokomotiva" iz Koprivnice. 

## Ljestvica
| mj. | klub                     | ut. | pob. | ner. | por. | gol+ | gol- | bod     |
| --- | ------------------------ | --- | ---- | ---- | ---- | ---- | ---- | ------- |
| 1.  | Lokomotiva Koprivnica    | 22  | 17   | 3    | 2    | 76   | 33   | 37      |
| 2.  | Osvit Đelekovec          | 22  | 15   | 2    | 7    | 70   | 27   | 32      |
| 3.  | Podravec Torčec          | 22  | 11   | 5    | 6    | 60   | 35   | 25 (-2) |
| 4.  | Drava Novigrad Podravski | 22  | 9    | 6    | 7    | 51   | 38   | 24      |
| 5.  | Sloga Koprivnički Ivanec | 22  | 7    | 6    | 9    | 45   | 49   | 20      |
| 6.  | Graničar Legrad          | 21  | 9    | 2    | 10   | 27   | 37   | 20      |
| 7.  | Panonija Peteranec       | 22  | 8    | 4    | 10   | 42   | 53   | 20      |
| 8.  | Mladost Sigetec          | 22  | 7    | 5    | 10   | 43   | 47   | 19      |
| 9.  | Omladinac Križevci       | 22  | 6    | 7    | 9    | 37   | 51   | 18 (-1) |
| 10. | Bratstvo Kunovec         | 21  | 6    | 4    | 11   | 43   | 66   | 16      |
| 11. | Javor Cubinec            | 22  | 5    | 2    | 15   | 27   | 58   | 12      |
| 12. | Tomislav Žabno           | 22  | 6    | 4    | 12   | 32   | 51   | 10 (-6) |

- ljestvica bez rezultata jedne utakmice
- Žabno – tadašnji naziv za Sveti Ivan Žabno

## Rezultatska križaljka
| kratica | klub                     | BRA | DRA | GRA | JAV | LOK | MLA | OML | OSV | PAN | POD | SLO | TOM |
| --- | ------------------------ | --- | --- | --- | --- | --- | --- | --- | --- | --- | --- | --- | --- |
| BRA | Bratstvo Kunovec         |     |     |     |     |     |     |     |     |     |     |     |     |
| DRA | Drava Novigrad Podravski |     |     |     |     |     |     |     |     |     |     |     |     |
| GRA | Graničar Legrad          |     |     |     |     |     |     |     |     |     |     |     |     |
| JAV | Javor Cubinec            |     |     |     |     |     |     |     |     |     |     |     |     |
| LOK | Lokomotiva Koprivnica    |     |     |     |     |     |     |     |     |     |     |     |     |
| MLA | Mladost Sigetec          |     |     |     |     |     |     |     |     |     |     |     |     |
| OML | Omladinac Križevci       |     |     |     |     |     |     |     |     |     |     |     |     |
| OSV | Osvit Đelekovec          |     |     |     |     |     |     |     |     |     |     |     |     |
| PAN | Panonija Peteranec       |     |     |     |     |     |     |     |     |     |     |     |     |
| POD | Podravec Torčec          |     |     |     |     |     |     |     |     |     |     |     |     |
| SLO | Sloga Koprivnički Ivanec |     |     |     |     |     |     |     |     |     |     |     |     |
| TOM | Tomislav Žabno           |     |     |     |     |     |     |     |     |     |     |     |     |
| |                          |     |     |     |     |     |     |     |     |     |     |     |     |
| podebljan rezultat - utakmice od 1. do 11. kola (1. utakmica između klubova) rezultat normalne debljine - utakmice od 12. do 22. kola (2. utakmica između klubova) rezultat nakošen - nije vidljiv redoslijed odigravanja međusobnih utakmica iz dostupnih izvora rezultat smanjen * - iz dostupnih izvora nije uočljiv domaćin susreta prekrižen rezultat - poništena ili brisana utakmica p - utakmica prekinuta 3:0 p.f. / 0:3 p.f. - rezultat 3:0 bez borbe n.i. - nije igrano |                          |     |     |     |     |     |     |     |     |     |     |     |     |

 Izvori: